# Codonanthe corniculata
Codonanthe corniculata är en tvåhjärtbladig växtart som beskrevs av Wiehler. Codonanthe corniculata ingår i släktet Codonanthe och familjen Gesneriaceae. Inga underarter finns listade i Catalogue of Life.